# Vile (álbum)
Vile (Repugnante) es el quinto álbum de estudio de la banda Cannibal Corpse, publicado bajo el sello discográfico Metal Blade Records el 21 de mayo de 1996. El productor encargado fue Scott Burns, quien también ha trabajado en los álbumes anteriores.
Es el primer álbum musical con George Fisher (alias Corpsegrinder) quien figura como cantante del grupo, y el primero en aparecer en las listas de Billboard, debutando en las mismas en el puesto #151. La portada intenta representar la canción "Mummified in Barbed Wire" (Momificado en alambre de púas) tal y como se ve al estado del cadáver, y presenta el nuevo logo de la banda que tuvo que ser cambiado después de la salida de Chris Barnes quien tenía los derechos sobre el logo de Cannibal Corpse que se usó en los trabajos anteriores de la banda. Se realizó una reedición en formato digipack con dos pistas grabadas de un directo, "Staring Through the Eyes of the Dead" y "Hammer Smashed Face".

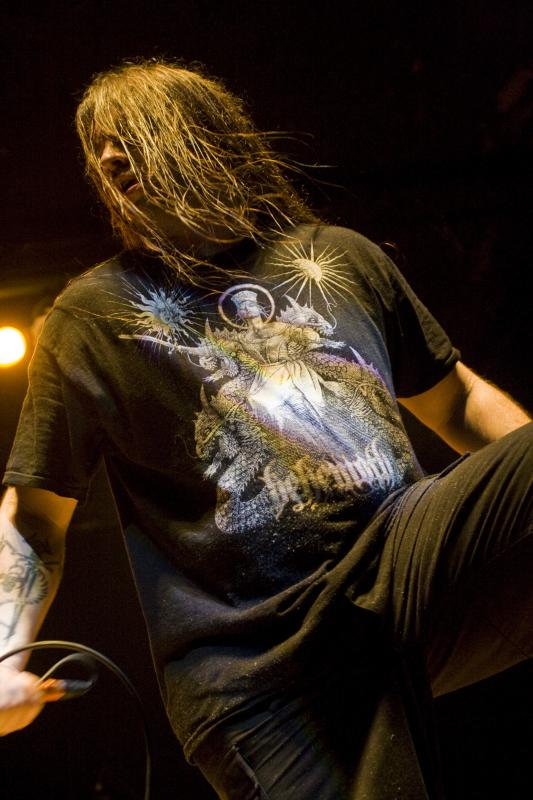
George Fisher exvocalista de Monstrosity.

## Lista de canciones
| N.º   | Título                     | Letras | Música                        | Escritor(es) | Duración |  |
| 1.    | «Devoured by Vermin»       |        | Rob Barrett, Alex Webster     |              | 3:13     |  |
| 2.    | «Mummified in Barbed Wire» |        | Webster                       |              | 3:09     |  |
| 3.    | «Perverse Suffering»       |        | Paul Mazurkiewicz, Jack Owen  |              | 4:14     |  |
| 4.    | «Disfigured»               |        | George Fisher, Webster        |              | 3:48     |  |
| 5.    | «Bloodlands»               |        | Webster                       |              | 4:20     |  |
| 6.    | «Puncture Wound Massacre»  |        | Fisher, Mazurkiewicz, Webster |              | 1:41     |  |
| 7.    | «Relentless Beating»       |        | Webster                       |              | 2:14     |  |
| 8.    | «Absolute Hatred»          |        | Barrett                       |              | 3:05     |  |
| 9.    | «Eaten from Inside»        |        | Owen                          |              | 3:43     |  |
| 10.   | «Orgasm Through Torture»   |        | Mazurkiewicz, Webster         |              | 3:41     |  |
| 11.   | «Monolith»                 |        | Mazurkiewicz, Webster         |              | 4:24     |  |
| 37:40 |                            |        |                               |              |          |  |

## Miembros
- George Fisher - voz
- Alex Webster – bajo
- Jack Owen - guitarra
- Rob Barrett - guitarra
- Paul Mazurkiewicz – batería